# LSM4
LSM4‏ (LSM4 homolog, U6 small nuclear RNA and mRNA degradation associated) هوَ بروتين يُشَفر بواسطة جين LSM4 في الإنسان.